# Jon Blair
Jon Blair (África do Sul, 1951) é um escritor, produtor e diretor de cinema, mais especificamente de documentário, drama e comédia, o qual viveu na Inglaterra desde que foi recrutado pelo exército sul-africano no final dos anos 60.
Famoso também por traduzir o Diário de Anne Frank, um dos livros mais vendidos do mundo, que conta a sobrevivência de uma adolescente judia com seu pai, sua mãe, sua irmã, seus vizinhos e um dentista da cidade num anexo, chamado de "Anexo Secreto"